# Medal for Merit
La Medal for Merit, remise de fin décembre 1942 à 1952, était la plus haute distinction qu'un civil pouvait recevoir du président des États-Unis. Elle est remise de la part du président aux citoyens américains « qui s'étaient distingués par une conduite méritoire exceptionnelle dans la performance de services remarquables » pour l'effort de guerre « depuis la proclamation de l'état d'urgence par le président le 8 septembre 1939 ». Étaient également éligibles les citoyens étrangers « seulement pour la performance d'actes exceptionnellement méritoires ou courageux qui prolongeaient les efforts de guerre des Nations unies »,.
La médaille est constituée de bronze et plaquée or. Elle est portée avec un ruban de soutien sur le côté gauche du torse.

## Histoire
La Medal for Merit est créée par la Public Law 77-671 et son attribution est codifiée par l'ordre exécutif 9286 - Medal for Merit du 24 décembre 1942, plus tard amendé et reformulé par l'Executive Order 9857A du 27 mai 1947. Créée pendant la Seconde Guerre mondiale, cette récompense n'a plus été décernée depuis 1952.
Les premiers récipiendaires sont Jean-Cantius Garand et Albert Hoyt Taylor le 28 mars 1944.
La Medal for Merit est actuellement classée septième dans l'ordre des distinctions civiles américaines, en dessous de la Lifesaving Medal d'argent et au-dessus de la National Intelligence Distinguished Service Medal (en).
Les citoyens de nations étrangères sont également éligibles à la distinction si leur action pendant la guerre a rendu un service majeur aux Alliés dans leur combat contre l'Axe. Le premier citoyen non-Américain à recevoir cette médaille est Sir Edward Wilfred Harry Travis, le directeur de la Government Code and Cypher School britannique pendant la guerre, le 12 janvier 1946. Le suivant est le Belge Edgar Sengier, qui a dirigé l'Union minière du Haut-Katanga pendant la guerre, le 9 avril 1946. Après lui, le chef-espion Canadien William Stephenson en novembre 1946. Stephenson utilisait le nom de code « Intrepid » pendant la guerre. Certains auteurs considèrent Stephenson comme étant l'une des sources d'inspiration du personnage de fiction James Bond. Sir Robert Watson-Watt, un pionnier britannique du radar, qui a créé une chaîne de radars autour du Royaume-Uni qui ont permis à la Royal Air Force de détecter les attaques aériennes allemandes, ce qui a eu un rôle majeur dans la victoire britannique de la bataille d'Angleterre. Il sert de conseiller en défense aérienne aux Américains en 1941, peu après l'attaque japonaise de Pearl Harbor. Il reçoit la médaille en 1946.
Tous les récipiendaires proposés sont étudiés par le Medal for Merit Board, onstitué de trois membres désignés par le président, parmi lesquels l'un était désigné comme président du groupe. La médaille ne peut pas être attribuée pour des actions survenues après la fin de la guerre (prévu dans la Proclamation no 2714 du 31 décembre 1946), et aucune proposition n'est acceptée après le 30 décembre 1946. Les retards pris par la remise de certaines médailles ont poussé le dernier récipiendaire à recevoir sa récompense en 1952.

## Récipiendaires notables
- Dean Acheson (30 juin 1947)[8]
- Leason H. Adams (1948)[9]
- Ernest Lawrence (1946)
- Homer Burton Adkins
- James Gilbert Baker (1948)
- Chester I. Barnard
- Irving Berlin (1945)
- Barnett R. Brickner (1947)
- Vannevar Bush (27 mai 1948)
- G. Edward Buxton Jr. (30 novembre 1946)
- Samuel H. Caldwell
- Arthur Compton (12 janvier 1946)
- James B. Conant (27 mai 1948)
- Granville Conway (16 juillet 1947)
- Albert de Vleeschauwer
- Joseph Desch (16 juillet 1947)
- Lee Alvin DuBridge (2 février 1948)[10]
- Louis G. Dunn (21 mars 1949)[11]
- John R. Dunning (1946)
- William Frederick Durand (1946)[12]
- Enrico Fermi (1946)
- Alexander Fleming[13]

- Howard Florey (1948) [14]

- William Alfred Fowler (2 février 1948)[10]
- Edwin Broun Fred (1945)
- William F. Friedman (1946)
- Jack Frye (18 décembre 1946)
- John C. Garand (28 mars 1944)
- Ivan A. Getting
- David T. Griggs (15 avril 1946)[15]
- Leroy Randle Grumman (1948)
- Gaylord P. Harnwell
- W. Averell Harriman (1946)
- Clarence N. Hickman (1948)[16]
- J. Edgar Hoover (8 mars 1946)
- Bob Hope
- Cordell Hull (15 avril 1947)
- Jerome Clarke Hunsaker (1946)
- Frederick Vinton Hunt
- Mary Shotwell Ingraham (1946)[17],[18]
- Robert H. Jackson (7 février 1947)[19]
- Louis Johnson (1er octobre 1947)
- Eric Johnston (1947)
- Al Jolson (1950)
- Ben Kanahele (1941) [20]
- Paul E. Klopsteg (1948)
- Edward F. Knipling (1947)
- Frank Knox (31 mai 1945)
- Julius A. Krug (1er mai 1946)
- William L. Langer (18 juillet 1946)
- Charles Christian Lauritsen (1948)
- George William Lewis (1948)
- Alfred Lee Loomis
- William L. Marbury Jr. (fin des années 1940)
- Max Mason (2 février 1948)[10]
- Thomas B. McCabe (1946)
- Paul V. McNutt (27 novembre 1946)
- George W. Merck (1946)
- Clark B. Millikan (21 mars 1949)[11]
- Robert A. Millikan (21 mars 1949)[11]
- Raymond D. Mindlin
- Henry Morgenthau Jr. (12 décembre 1945)
- Philip McCord Morse (Décembre 1946)
- William Beverly Murphy (1946)
- Dillon S. Myer[21]
- David K. Niles (20 août 1947)
- Brian O'Brien
- J. Robert Oppenheimer (1946)
- Linus Carl Pauling (2 février 1948)[10]
- William D. Pawley (13 mai 1946)
- Howard C. Petersen (1947)
- Byron Price (15 janvier 1946)
- I. I. Rabi (1948)
- Eddie Rickenbacker
- Richard B. Roberts (1947)[22]
- Donald Roebling  (1948)
- Samuel I. Rosenman (24 janvier 1946)
- Leonard Rowntree (1946)
- Edgar Sengier (9 avril 1946)
- James Augustine Shannon (1948)
- William Shockley (1946)
- Cyril Stanley Smith
- John Wesley Snyder (14 mai 1947)
- William Stephenson (1946)
- Julius Adams Stratton (1946)[23]
- Herbert Bayard Swope (1947)
- Myron C. Taylor (20 décembre 1948)
- Albert H. Taylor (28 mars 1944)
- Frederick Emmons Terman
- Charles Allen Thomas (30 janvier 1946)
- Sir Edward Travis (12 janvier 1946)
- Juan T. Trippe (27 septembre 1946)
- Fred M. Vinson (3 octobre 1947)
- Theodore von Kármán (1946)
- John von Neumann (1947)
- Sir Robert Watson-Watt (1946)
- Thomas J. Watson Sr. (19 mai 1947)[24]
- Sidney James Weinberg (19 septembre 1946)
- Eugene Wigner (1946)
- Charles Erwin Wilson (1946)
- Thomas E. Wilson (1946)
- Stephen J. Zand

### Citations originales
1. ↑  (en) « distinguished themselves by exceptionally meritorious conduct in the performance of outstanding services »
2. ↑  (en) « since the proclamation of an emergency by the President on September 8, 1939 »
3. ↑  (en) « only for the performance of exceptionally meritorious or courageous act or acts in furtherance of the war efforts of the United Nations »